# Passo Vezzena

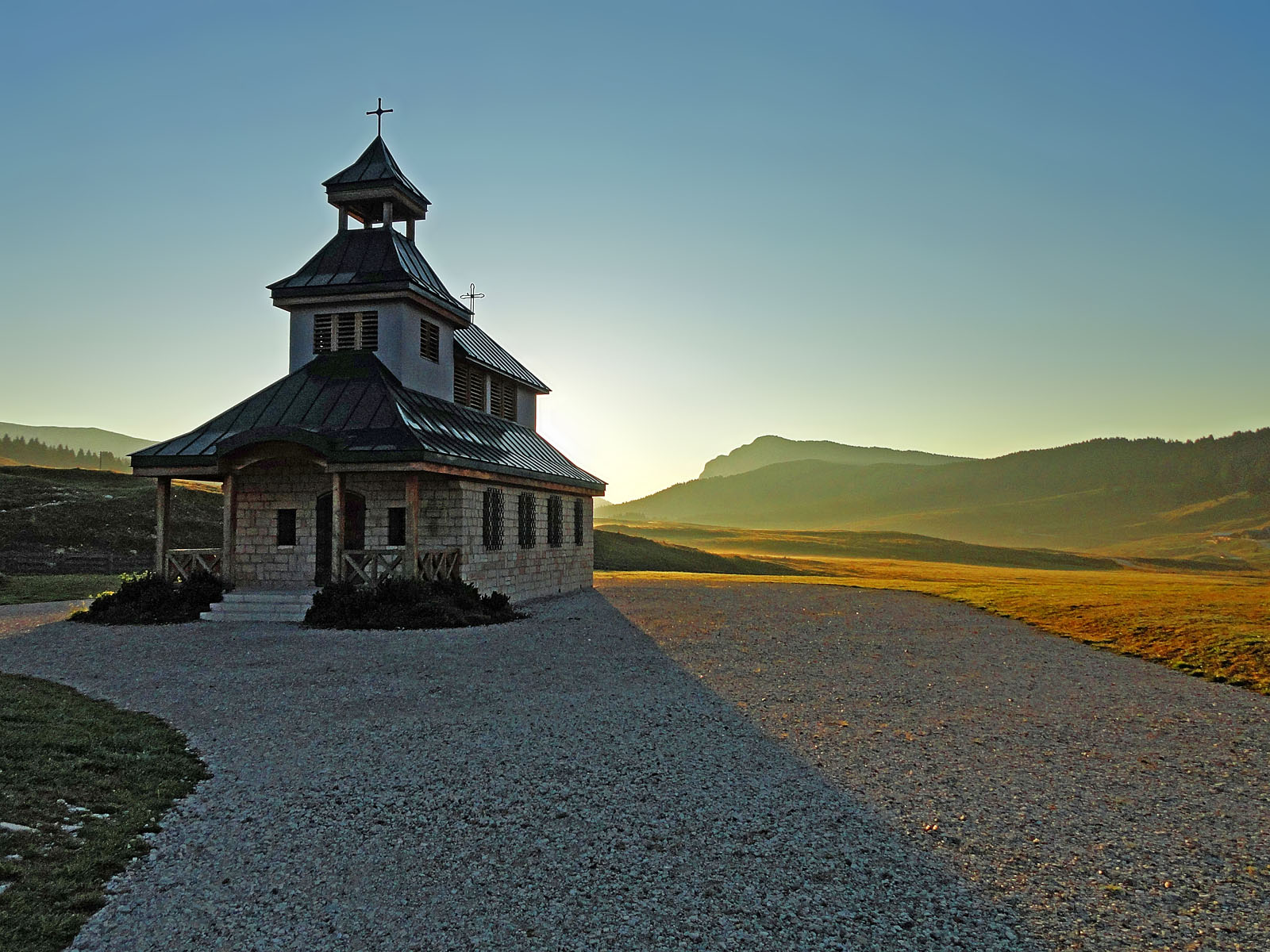
Chiesetta di Santa Zita

Il passo Vézzena (Vesen in cimbro) è un valico alpino delle Prealpi Vicentine a 1.402 m s.l.m. sulla piana di Vezzena che mette in comunicazione l'altopiano di Lavarone (provincia di Trento) con l'altopiano dei Sette Comuni (provincia di Vicenza). Il passo è situato a 38 km dalla città di Trento e a 21 km dalla città di Asiago, e si trova all'interno del territorio comunale di Levico Terme.

## Caratteristiche

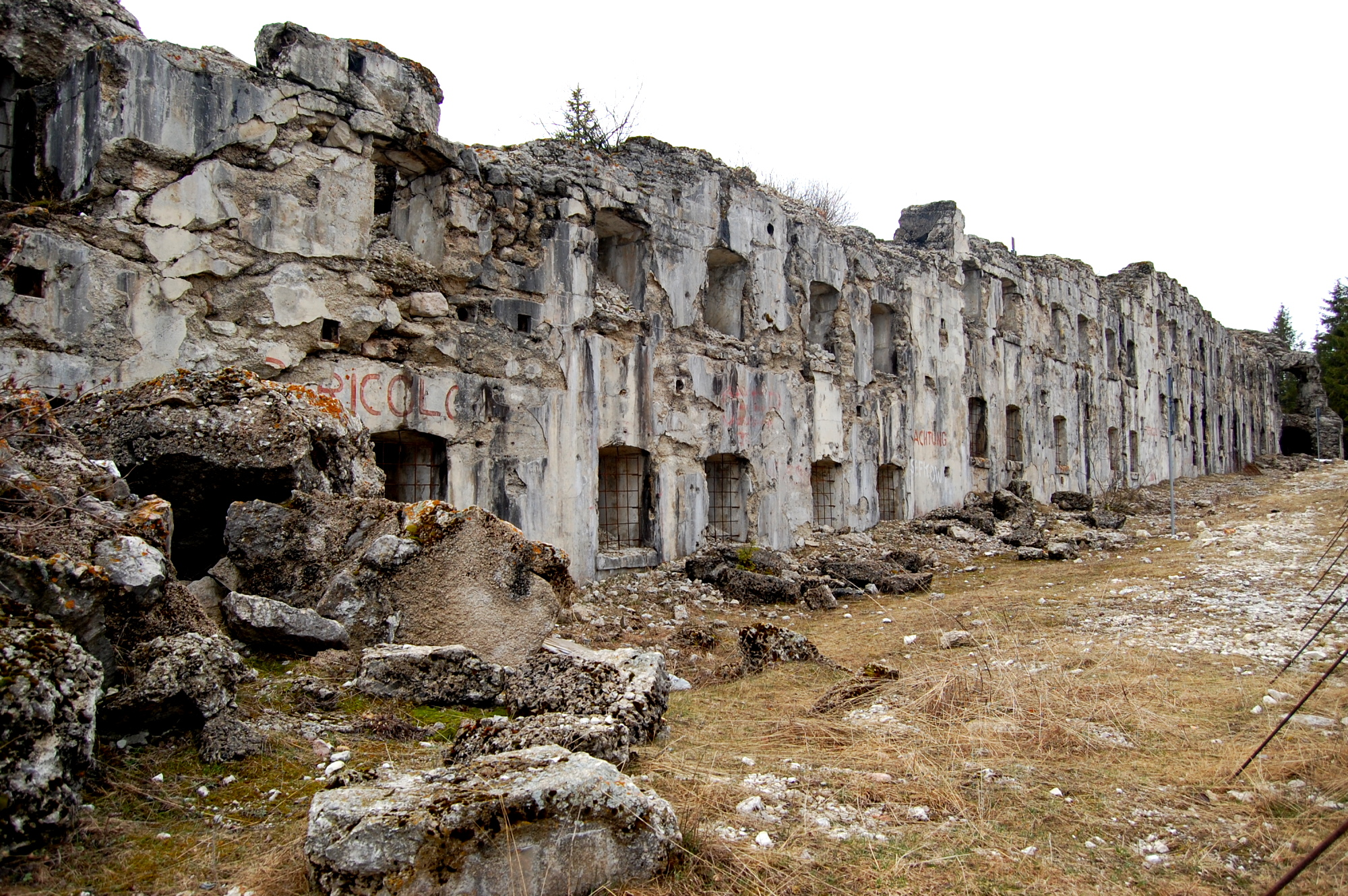
Una veduta delle rovine del forte Verle, situato a poca distanza dal passo Vezzena.

La zona di Vezzena è caratterizzata da ampie distese pascolive contraddistinte da ondulazioni dovute ai bombardamenti della prima guerra mondiale, distese che nel periodo invernale si trasformano in un comprensorio sciistico.
Fino al 1605 il passo segnava il confine dell'antica Federazione dei Sette Comuni, in seguito a tale data invece, cioè dal Congresso di Rovereto, la piana di Vezzena passò in territorio trentino (attualmente comune di Levico Terme). Nel 1918 il passo si trovava vicino al confine fra il Regno d'Italia e l'Impero austro-ungarico, posizionato in località Termine (a circa 3 km di distanza dal passo, in direzione di Asiago), vale a dire lungo il nuovo confine della Federazione dei Sette Comuni, che ora segna il confine tra le province di Trento e Vicenza. Numerosi sono i manufatti rimasti che testimoniano la presenza di truppe militari nella zona durante la prima guerra mondiale: nei pressi del passo sorgono due fortezze austroungariche, il Forte Vezzena e il Forte Verle.
Nel 2008 gli alpini hanno ricostruito, nei pressi del passo, la chiesetta di Santa Zita (così denominata in onore dell'imperatrice Zita di Borbone-Parma), costruita dagli austriaci nel 1917 e demolita nel periodo successivo alla seconda guerra mondiale.

## Stazione sciistica
La stazione sciistica di passo Vezzena è legata sia allo sci alpino, sia allo sci nordico.
Lo sci alpino è inserito nel comprensorio Lavarone Ski grazie alla presenza della seggiovia  Vezzena nei pressi della quale termina l'omonima pista di bassa difficoltà. Questo impianto è collegato anche ad altre piste appartenenti al comprensorio che spazia sino alla località Bertoldi. Inoltre è presente una piccola pista per principianti con relativo skilift.
Per lo sci nordico è presente invece un anello di 18 km di media difficoltà appartenente al Centro fondo Millegrobbe.